# Świątynia Jing’an

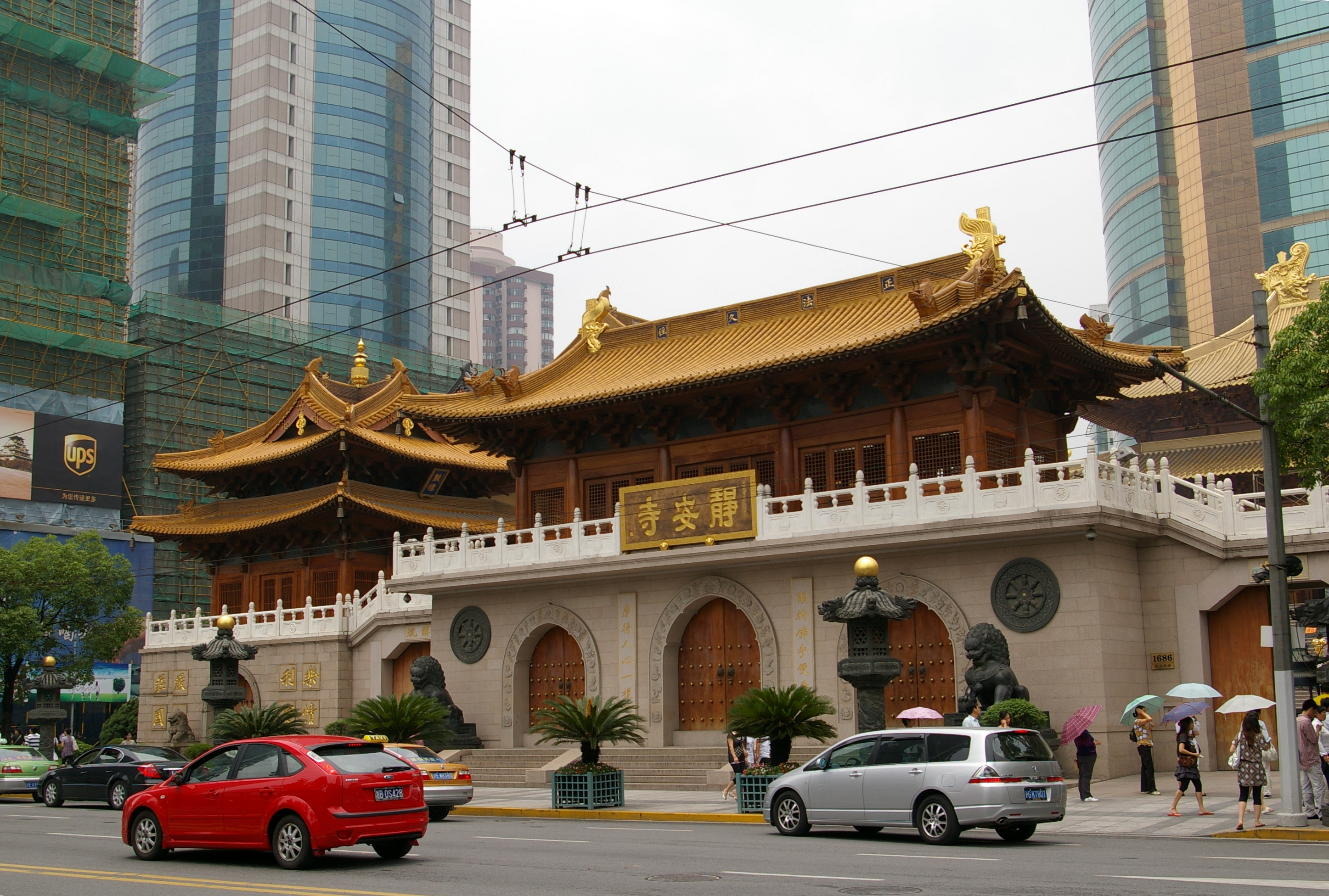
Front świątyni

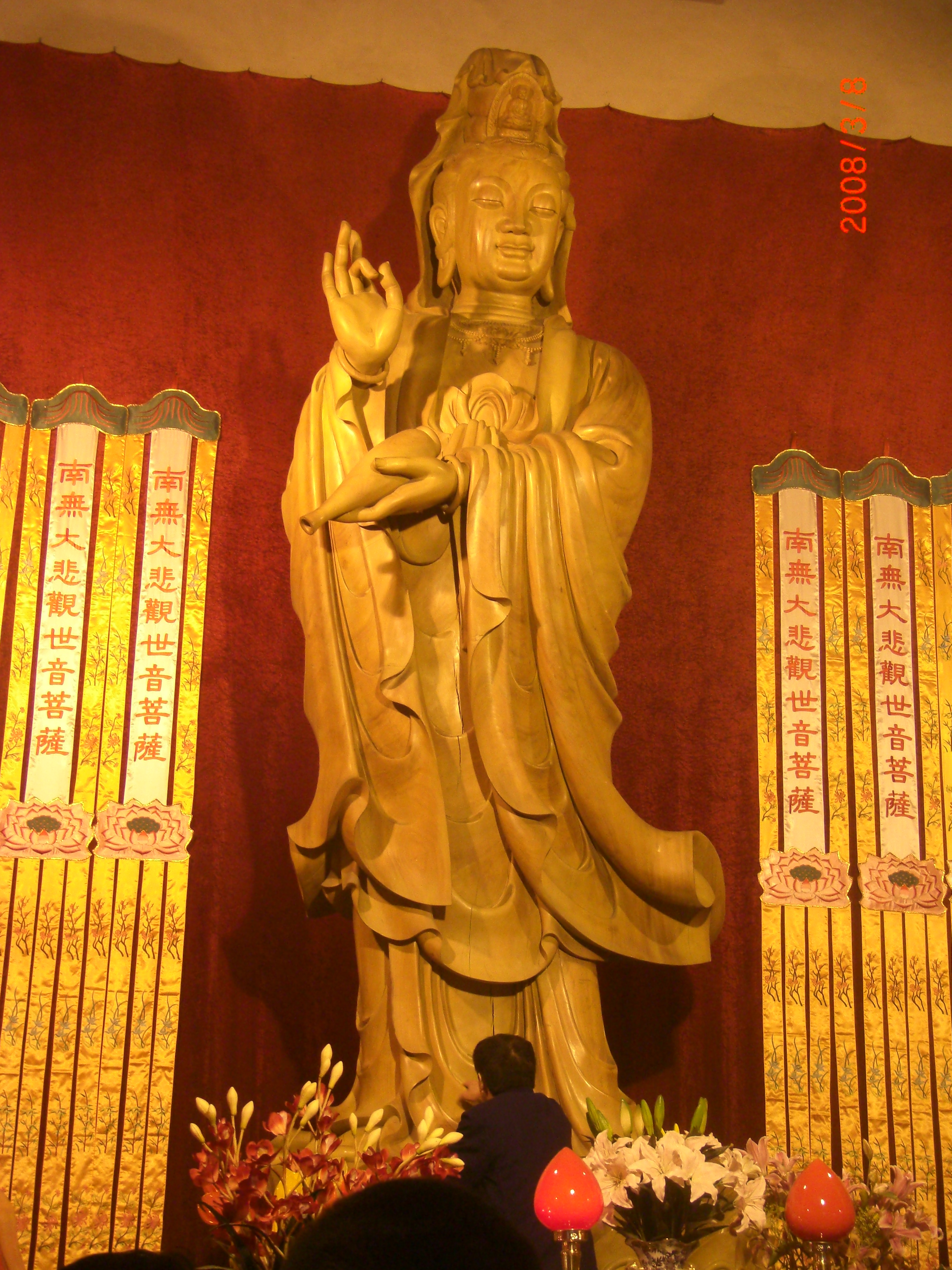
Posąg bogini Guanyin

Świątynia Jing’an (chin. upr. 静安寺, chin. trad. 靜安寺, pinyin Jìng’ān sì) – świątynia buddyjska znajdująca się w Szanghaju przy zachodniej części ulicy Nankińskiej, będąca jednym z najstarszych budynków w mieście.

## Historia
Została zbudowana w 247 roku, na długo przed powstaniem samego miasta. Pierwotnie usytuowana była nad brzegiem rzeki Wusong, w 1216 roku została przeniesiona w obecne miejsce. Przebudowano ją w okresie rządów dynastii Qing. Została poważnie zniszczona podczas powstania tajpingów i jej obecny wygląd jest wynikiem dokonanej po upadku powstania odbudowy.
Po rozpoczęciu rewolucji kulturalnej świątynia została w 1972 roku zamknięta i doznała licznych zniszczeń; podobnie jak wiele innych obiektów sakralnych zaadaptowano ją wówczas na halę fabryczną. Po zakończeniu rewolucji kulturalnej w 1983 roku rozpoczęto prace renowacyjne i w 1990 roku świątynia została ponownie otwarta.

## Architektura
Trzy główne pawilony świątyni Jing’an to pawilon Mahawiry, pawilon Niebiańskich Królów i pawilon Trzech Mędrców. Pozostałe zabudowania świątynne to pawilon Guanyin, pawilon Nefrytowego Buddy oraz cele mnichów. W pawilonie Guanyin mieści się ważący 5 ton 6-metrowy posąg tej bogini, rzeźbiony w cynamonowcu kamforowym, przedstawiający ją stojącą w kwiecie lotosu. W sali Nefrytowego Buddy znajduje się największy w Chinach posąg siedzącego Buddy wykonany z nefrytu, o wysokości 3,8 m i wadze 11 ton. W świątyni można oglądać także ważący ponad 3 tony dzwon, odlany za czasów cesarza Hongwu.
Od czasów cesarza Guangxu co roku 8 dnia czwartego miesiąca w świątyni Jing’an odbywają się huczne obchody urodzin Buddy.